# Малое Красново
Малое Красново — деревня в Череповецком районе Вологодской области.
Входит в состав Ягановского сельского поселения, с точки зрения административно-территориального деления — в Ягановский сельсовет.
Расстояние по автодороге до районного центра Череповца — 47 км, до центра муниципального образования Яганово — 17 км. Ближайшие населённые пункты — Большое Красново, Карельская Мушня, Высокая.
По данным переписи в 2002 году постоянного населения не было.